# Festivalbar 2000 (compilation)
Festivalbar 2000 è una compilation della manifestazione canora del Festivalbar 2000, pubblicata dalla EMI Music nella versione "rossa" e dalla Sony Music nella versione "blu" e uscite entrambe nell'estate 2000. L'album contiene i maggiori successi musicali della stagione, siano essi realizzati da artisti italiani che internazionali.
La compilation è composta da 64 brani equamente divisi in 4 cd; due nella versione blu e due nella rossa.

## Compilation rossa

### Disco 1
1. Bon Jovi – It's My Life
2. Kirsty MacColl – In These Shoes?
3. Belle Perez – Hello World
4. Max Gazzè – L'uomo più furbo
5. Richard Ashcroft – A Song for the Lovers
6. Eagle Eye Cherry – Are You Still Having Fun?
7. Jarabe de Palo – Depende
8. Davide De Marinis – Gino!
9. Kelis – Good Stuff
10. Orishas – 537 C.U.B.A.
11. Melanie C – Never Be the Same Again
12. Sergent Garcia – Amor pa mi
13. Litfiba – Il giardino della follia
14. Moby – Natural Blues
15. Neri per Caso – Sarà
16. Gabrielle – Rise

### Disco 2
1. Hanson – If Only
2. Aqua – Around the World
3. Niccolò Fabi – Se fossi Marco
4. Geri Halliwell – Bag It Up
5. blink-182 – What's My Age Again?
6. NSYNC – Bye Bye Bye
7. Sarina Paris – Look at Us
8. Jamelia – Money
9. Backstreet Boys – Show Me the Meaning of Being Lonely
10. Lùnapop – Qualcosa di grande
11. Tom Jones – Mama Told Me Not to Come
12. Carmen Consoli – Parole di burro
13. Vengaboys – Shalala Lala
14. Subsonica – Discolabirinto
15. Elisa – Gift
16. The Cranberries – Shattered

## Compilation blu

### Disco 1
1. Ligabue – Si viene e si va
2. Eiffel 65 – Too Much of Heaven
3. Alexia – Ti amo ti amo
4. Ricky Martin – Shake Your Bon-Bon
5. Marc Anthony – You Sang to Me
6. Gianni Morandi – Come fa bene l'amore
7. Duran Duran – Someone Else Not Me
8. Sasha – Let Me Be the One
9. Andreas Johnson – The Games We Play
10. Matia Bazar – Non abbassare gli occhi
11. Jessica Simpson – I Wanna Love You Forever
12. Mandy Moore – Candy
13. Patty Pravo – Una mattina d'estate
14. Mietta – Ancora insieme a te
15. Mary Mary – Shackles (Praise You)
16. Jon Secada – Stop

### Disco 2
1. Nek – Ci sei tu
2. Jennifer Lopez – Let's Get Loud
3. All Saints – Pure Shores
4. Piero Pelù – Io ci sarò
5. Macy Gray – Still
6. Anastacia – I'm Outta Love
7. Irene Grandi – Verde rosso e blu
8. Paola & Chiara – Vamos a bailar (Esta vida nueva)
9. French Affair – My Heart Goes Boom (La Di Da Da)
10. 5ive – Don't Wanna Let You Go
11. Paola Turci – Questione di sguardi
12. Madasun – Don't You Worry
13. Ivana Spagna – Mi amor
14. Marie Frank – Symptom of My Time
15. Oasis – Who Feels Love?
16. Christina Aguilera – What a Girl Wants

## Classifiche

### Versione rossa
| Classifica (2000)                     | Posizione |
| ------------------------------------- | --------- |
| Classifica degli album italiana       | 1         |
| Classifica di fine anno italiana 2000 | 10        |

### Versione blu
| Classifica (2000)                     | Posizione |
| ------------------------------------- | --------- |
| Classifica degli album italiana       | 3         |
| Classifica di fine anno italiana 2000 | 16        |